# Free-to-play
Free-to-play (afgekort F2P; gratis te spelen) is een Engelse term waaronder computerspellen vallen die legaal, gratis te verkrijgen zijn. Ontwikkelaars verdienen vaak geld aan advertenties in het spel of door een freemium-strategie, waarbij spelers door middel van microtransacties geld kunnen betalen om items te bemachtigen.
Bekende free-to-play-spellen zijn League of Legends, Dota 2, Team Fortress 2, PlanetSide 2 en War Thunder.